# Тішакова Євгенія Миколаївна
Євге́нія Микола́ївна Тішако́ва — українська пауерліфтерка.

## З життєпису
У березні 2015-го на чемпіонаті України з пауерліфтингу в Полтаві стала чемпіонкою — вагова категорія до 84 кг.
8 травня 2015 року в Німеччині відбувався заключний день чемпіонату Європи-2015 з пауерліфтингу серед жінок. Дебютантка міжнародних змагань Євгенія Тішакова у ваговій категорії до 84 кг підняла в сумі триборства 585 кг — 240 кг в присіданні, 130 у жимі лежачи та 215 кг в тязі. З цим результатом Євгенія здобула срібну нагороду.